# Microaechmina
Microaechmina is een geslacht van uitgestorven kreeftachtigen uit de klasse van de Ostracoda (mosselkreeftjes).

## Soort
- Microaechmina pumila Melnikova, 1978 †